# Sarcophaga pagensis
Sarcophaga pagensis är en tvåvingeart som beskrevs av Baranov 1939. Sarcophaga pagensis ingår i släktet Sarcophaga och familjen köttflugor.
Artens utbredningsområde är Kroatien. Inga underarter finns listade i Catalogue of Life.